# RS-412
Pour les articles homonymes, voir Route 412.

La RS 412 est une route locale du Centre-Est de l'État du Rio Grande do Sul, au Brésil, qui relie la BR-287, sur le territoire de la municipalité de Vera Cruz, à la BR-471, sur celui de Rio Pardo, district de Rincão del Rei. Elle dessert ces deux seules communes, et est longue de 31 km.